# Prodiamesa
Prodiamesa is een muggengeslacht uit de familie van de Dansmuggen (Chironomidae).

## Soorten
- P. bureschi Michailova, 1977
- P. cubita Garrett, 1925
- P. delphinensis Serra-Tosio, 1964
- P. olivacea (Meigen, 1818)
- P. olivaceus (Meigen, 1818)
- P. rufovittata Goetghebuer, 1932